# Selene Luna
Selene Luna est une actrice américano-mexicaine née le 9 septembre 1971 à Tijuana.

## Filmographie

### Cinéma
- 1999 : Can I Be Your Bratwurst, Please? : la cannibale
- 2000 : Shadow Hunters : une artiste
- 2000 : Magicians : la fêtarde
- 2001 : Fluffer : la danceuse
- 2002 : Behind the True Biography: Bjork : Bjork
- 2005 : Firecracker : Harriet
- 2005 : The Big One : Selene
- 2006 : Fat Girls : la petite femme
- 2009 : Meurtres à la St-Valentin : Selene
- 2010 : Demonic Toys : Lilith
- 2012 : Jonny McGovern: TOTDF
- 2013 : In Transition : Concha Valenzuela
- 2013 : Fish Power : Milagros
- 2017 : The Pretender : Tanya
- 2017 : Coco : Tia Rosita
- 2020 : A Girl from a Box : Siam
- 2021 : Hellstorm : Allegra
- 2021 : Girls Will Be Girls 2012 : Amber

### Télévision
- 2004 : Freak of the Week : la présentatrice
- 2005 : Fat Actress : une personne de petite taille (1 épisode)
- 2007 : The King Kaiser Show : la strip-teaseuse en habits de zoo
- 2008 : Secrets of a Hollywood Nurse : la femme de ménage
- 2009 : Star-ving : Mme Faustino (4 épisodes)
- 2011-2012 : Ave 43 : Dr Monica Sorbet (4 épisodes)
- 2022 : Mayans M.C : Soledad '